# Kesaragere, Malur
Kesaragere là một làng thuộc tehsil Malur, huyện Kolar, bang Karnataka, Ấn Độ.